# Pierina Legnani
Pierina Legnani (Milano, 30 settembre 1868 – Milano, 15 novembre 1930) è stata una ballerina italiana, tra le più grandi del periodo.
Talmente popolare e tecnicamente dotata da diventare la prima ad ottenere il titolo di prima ballerina assoluta per il Balletto Imperiale di San Pietroburgo, si diceva fosse la prima ballerina ad eseguire 32 fouettés en tournant, un virtuosismo della danza classica, ma attorno al 2013 al Museo della Scala è stato riscoperto, o semplicemente analizzato, un quaderno appartenuto a Pierina in cui vi è un ritaglio di giornale di un articolo che parla della sua abilità di eseguire 32 fouettès, lei scrisse sotto di esso di saperne gestire a malapena 24. Creò i ruoli di Odette e Odile ne Il lago dei cigni di Marius Petipa e Lev Ivanov (1895).

## Biografia
Pierina Legnani studia alla Scuola di Ballo della Scala di Milano e qui sviluppa la maestria tecnica che la renderà famosa. Studia, nella continuità dell'insegnamento iniziato da Carlo Blasis, con Caterina Beretta, ballerina famosa per i suoi virtuosismi che contribuirà in modo determinante alla formazione di ballerini italiani famosi anche all'estero.
Debutta nella ruolo di Nunziatella in Amadriade di Danesi (musica di Venanzi, Teatro alla Scala, 1888).
Nel 1892, dopo aver danzato in molte parti d'Europa, viene nominata Prima ballerina della Scala.
Nel 1893 ottiene un notevole successo a Londra, all'Alhambra Theatre ballando in molti balletti di Georges Jacobi.
Il suo virtuosismo e la sua tecnica fanno sensazione e viene chiamata dal Balletto del Teatro Imperiale di San Pietroburgo, città in cui le ballerine italiane del periodo regnano sovrane. Appena arrivata, nel 1893, le viene assegnato il titolo di Prima Ballerina Assoluta, titolo che dimostrerà in seguito di meritare ampiamente e che terrà fino al 1901. Inizia la collaborazione con Petipa e riesce finalmente a mettere in evidenza completamente le sue qualità artistiche.
Non è particolarmente bella e le sue gambe sono piuttosto tozze e corte, però quando è sul palco emana un fascino particolare.
Fascino che fa presa sul musicista padovano Riccardo Drigo che comporrà per lei i brani aggiuntivi de Il lago dei cigni  (passo a due del cigno nero con variazioni) e de Il Corsaro (1899). A differenza delle sue colleghe del tempo, Pierina non viene coinvolta in alcun pettegolezzo o storia intrigante e si preoccupa solo di migliorare la tecnica con continui esercizi, studiando con maestri come Sergej Legat e Christian Johansson. È molto amata dal pubblico pietroburghese e grazie a lei nelle scuole di danza della città si chiede di studiare il metodo italiano, il che significa aggiungere brillantezza e virtuosismo all'allora raffinata ma un po' ingessata tecnica russa.

Fouetté en tournant

Nel 1895 Pierina danza nella nuova versione di Petipa/Ivanov de  Il lago dei cigni,  allestita per commemorare il compositore Čajkovskij morto nel 1893.
Dà l'addio alle scene russe il 28 gennaio 1901 a San Pietroburgo con il balletto La Camargo di Petipa, ripreso da Ivanov, musica di Léon Minkus. Ritorna in Italia e si stabilisce a Pognana Lario, sul lago di Como. Con Enrico Cecchetti, Caterina Beretta e Virginia Zucchi sarà nella giuria della commissione esaminatrice della Scuola di Ballo del Teatro alla Scala.
Molti dizionari danno come data di morte il 1923, cosa impossibile perché in quel periodo la Legnani figura ancora nella commissione d'esame della Scala. Luigi Rossi, noto storico del balletto, giornalista e critico musicale, fece delle ricerche approfondite e riuscì a scoprire che la tomba della Legnani era a Pognana Lario, recante la data di morte del 15 novembre 1930.
La Legnani è una delle ultime rappresentanti della "scuola italiana", più precisamente la "scuola milanese", dalla quale sono uscite ballerine che hanno fatto la storia della danza come Fanny Cerrito, Carlotta Grisi, Amalia Ferraris, Claudina Cucchi, Elena Cornalba e Virginia Zucchi.

## Maggiori balletti di Marius Petipa danzati da Pierina Legnani

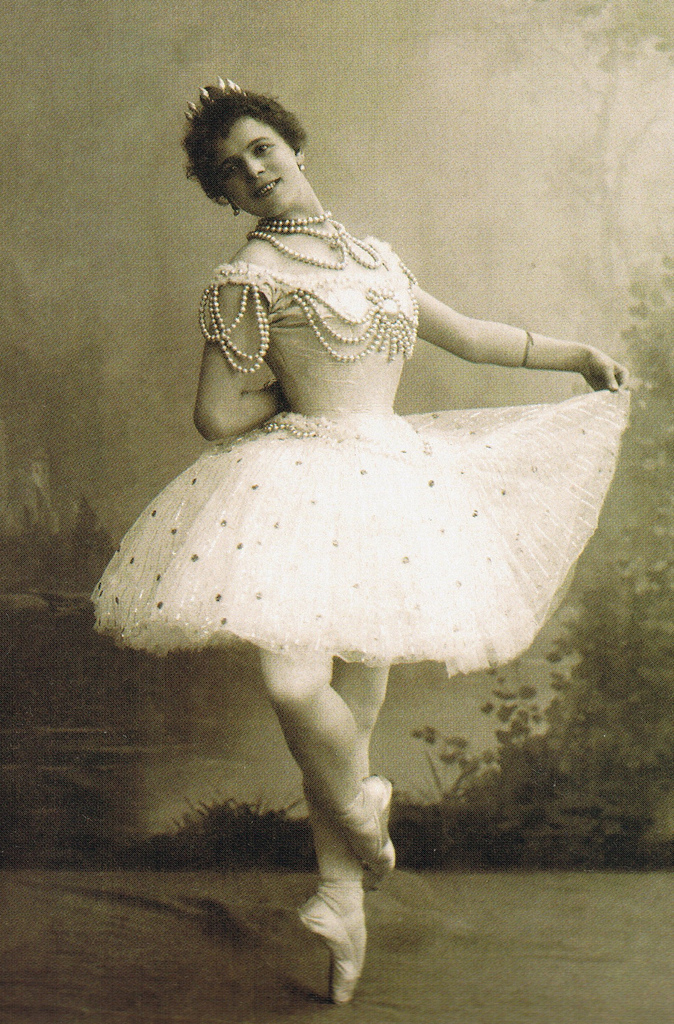
Pierina Legnani (La Perle, 1896).

- Cenerentola di Marius Petipa / Lev Ivanov / Enrico Cecchetti (musica di Fitingof-Shell, 1893),  balletto in cui la Legnani si esibì nei 32 fouettés en tournant per la prima volta, pare però li avesse già tentati a Londra (tuttavia attorno al 2013 al Museo della Scala è stato riscoperto, o semplicemente analizzato, un quaderno appartenuto a Pierina in cui vi è un ritaglio di giornale di un articolo che parla della sua abilità di eseguire 32 fouettès, lei scrisse sotto di esso di saperne gestire a malapena 24).
- Il talismano (su musica di Riccardo Drigo, 1895 )
- La Perle (musica di Drigo, 1896)
- Rajmonda (musica di Aleksandr Glazunov, 1898)
- Les ruses d'amour (musica di Glazunov)
- Coppélia (versione di Petipa/Cecchetti, musica di Léo Delibes, 1896)
- Il cavallino gobbo (ripresa di Petipa da Arthur Saint-Léon, musica di Cesare Pugni)